# 詹路易吉·萨卡罗
詹路易吉·萨卡罗（義大利語：Gianluigi Saccaro，1938年12月29日—2021年2月17日），意大利男子击剑运动员。他曾获得1960年夏季奥运会男子重剑团体金牌，1964年夏季奥运会男子重剑团体银牌和1968年夏季奥运会男子重剑个人铜牌。